# G8 del 2013
Il 39º vertice del G8 si è svolto nel Lough Erne Resort a Enniskillen, nella contea di Fermanagh in Irlanda del Nord, nel Regno Unito il 17 e il 18 giugno 2013. La riunione è stata guidata dal Primo ministro britannico David Cameron. È stato il sesto G8 ospitato dal Regno Unito dopo quelli del 1977, 1984, 1991, 1998 e 2005.

## Scelta della sede

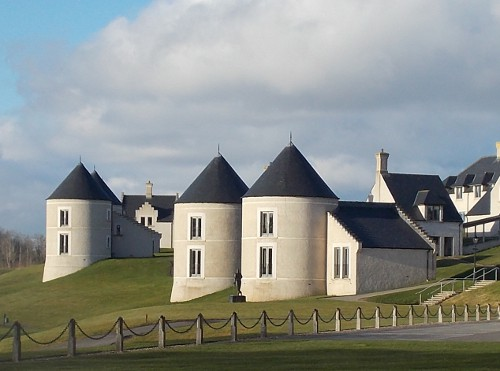
Lough Erne Resort

La data e il luogo dell'incontro furono annunciati dal Primo ministro britannico David Cameron nel novembre 2012.
Secondo Mark Simpson, corrispondente della BBC in Irlanda, il Governo britannico aveva optato per l'Irlanda del Nord per ragioni storiche e geografiche. Sin dalla formazione dell'Irlanda del Nord nel 1921, ci furono tensioni e violenze fra le sue due comunità. Gli unionisti (per la maggior parte protestanti) vogliono che l'Irlanda del Nord continui a far parte del Regno Unito, mentre i nazionalisti (per la maggior parte cattolici) vogliono l'uscita dal Regno Unito e la formazione di un unico stato irlandese. Tra il 1960 e il 1990, queste due comunità e lo Stato britannico furono coinvolti in un conflitto, in cui persero la vita oltre 3.500 persone. Un processo di pace portò poi all'Accordo del Venerdì Santo e al cessate il fuoco per i gruppi paramilitari coinvolti (la Provisional IRA e l'Ulster Volunteer Force). Ospitando il vertice in Irlanda del Nord, Cameron sperava quindi di mandare al resto del mondo il messaggio che il processo di pace aveva funzionato e che la normalità era ritornata. Dal punto di vista geografico inoltre Lough Erne, essendo circondato per la maggior parte dall'acqua ed essendo un luogo non facilmente accessibile, avrebbe reso più difficili proteste e disordini, frequenti in occasione dei G8.
La scelta dell'Irlanda del Nord ha però subito critiche, a causa delle proteste e violenze in parte ancora in corso tra unionisti e nazionalisti.

## Partecipanti

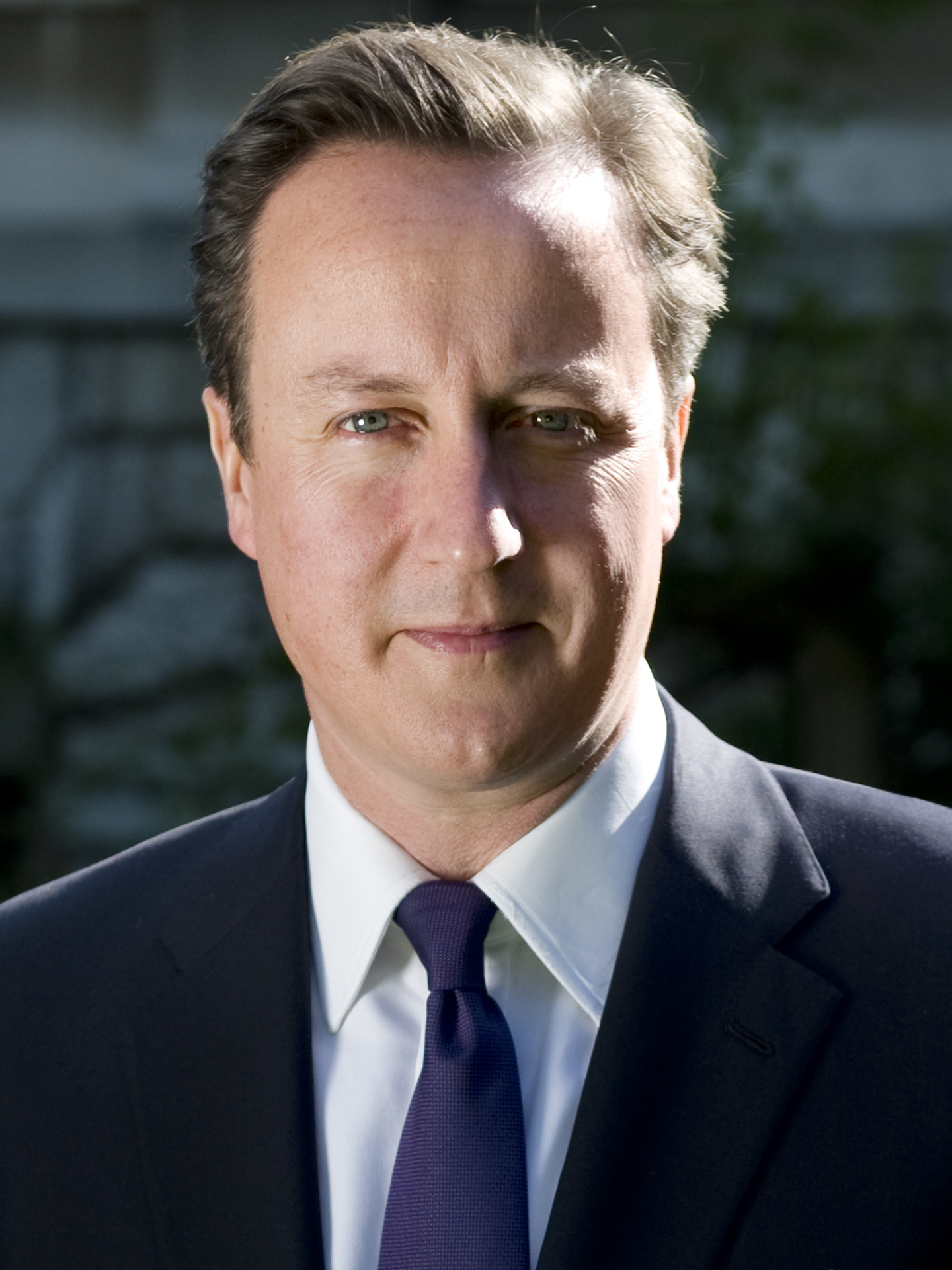
GBR David Cameron, Primo ministro
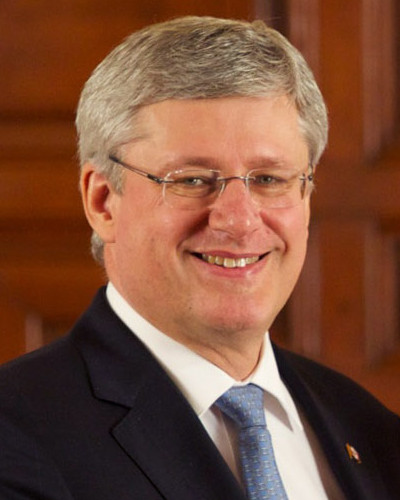
CAN Stephen Harper, Primo ministro
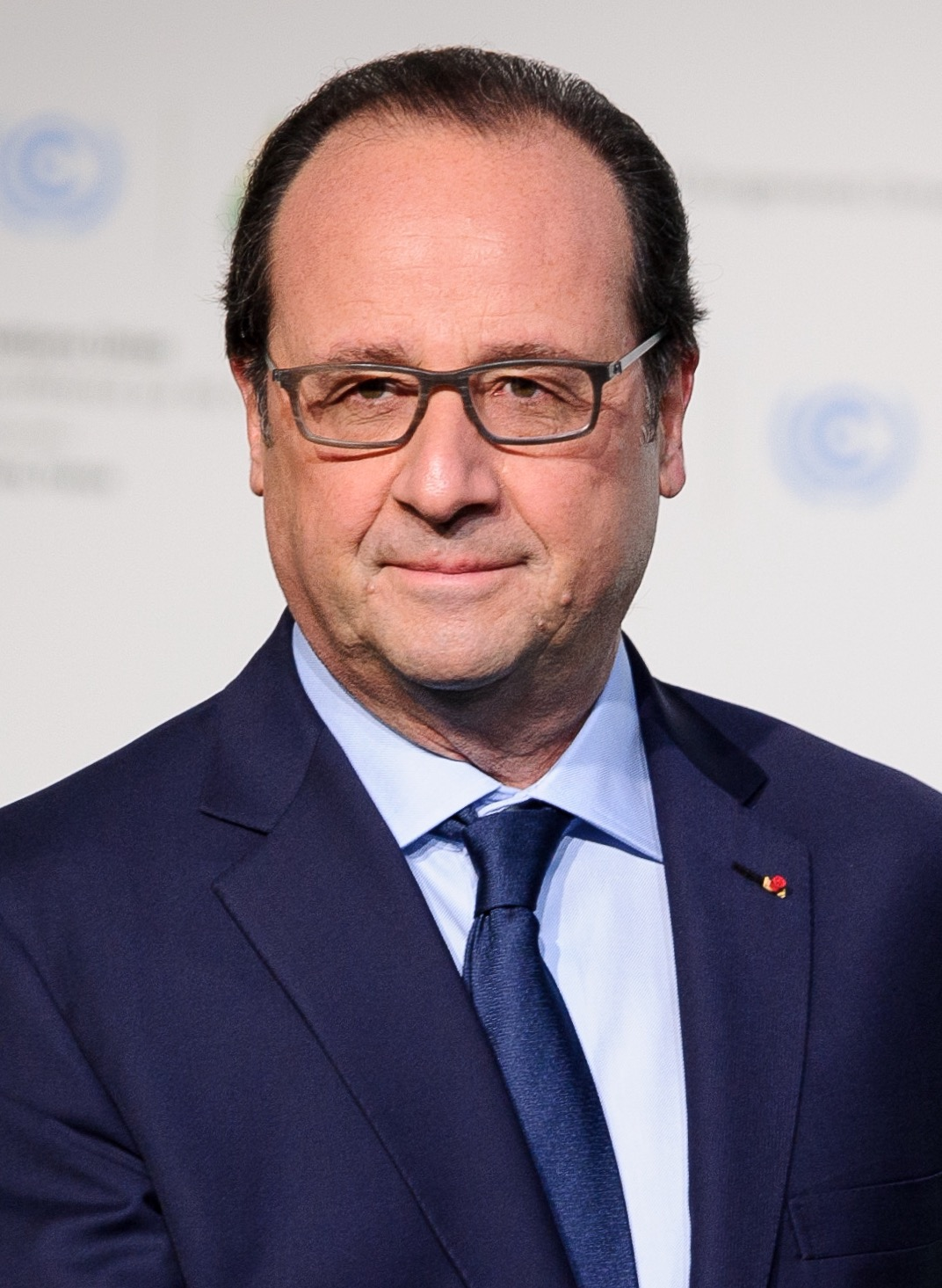
FRA François Hollande, Presidente
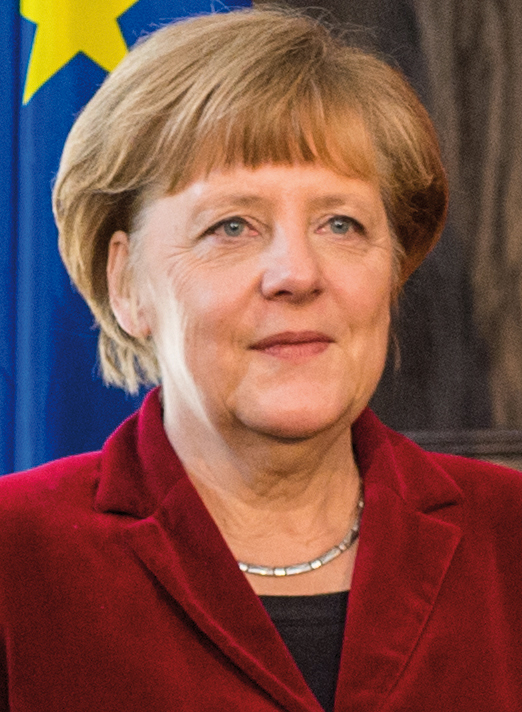
DEU Angela Merkel, Cancelliera
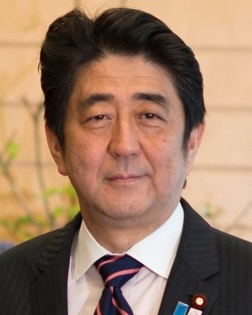
JPN Shinzō Abe, Primo ministro
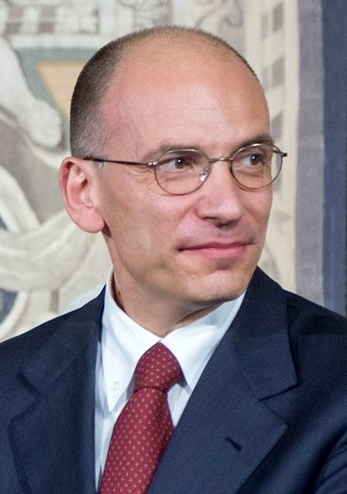
ITA Enrico Letta, Presidente del Consiglio
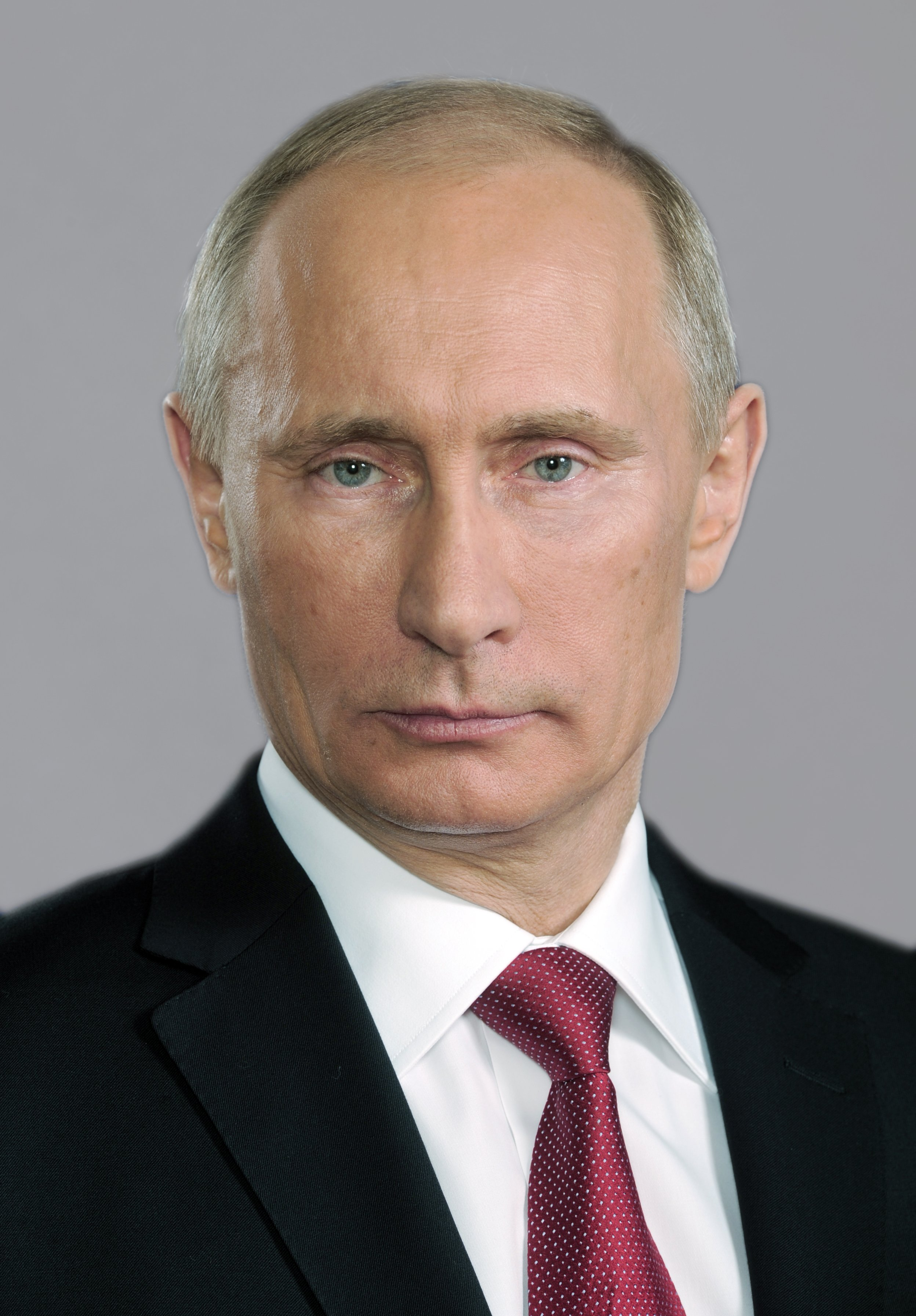
RUS Vladimir Putin, Presidente
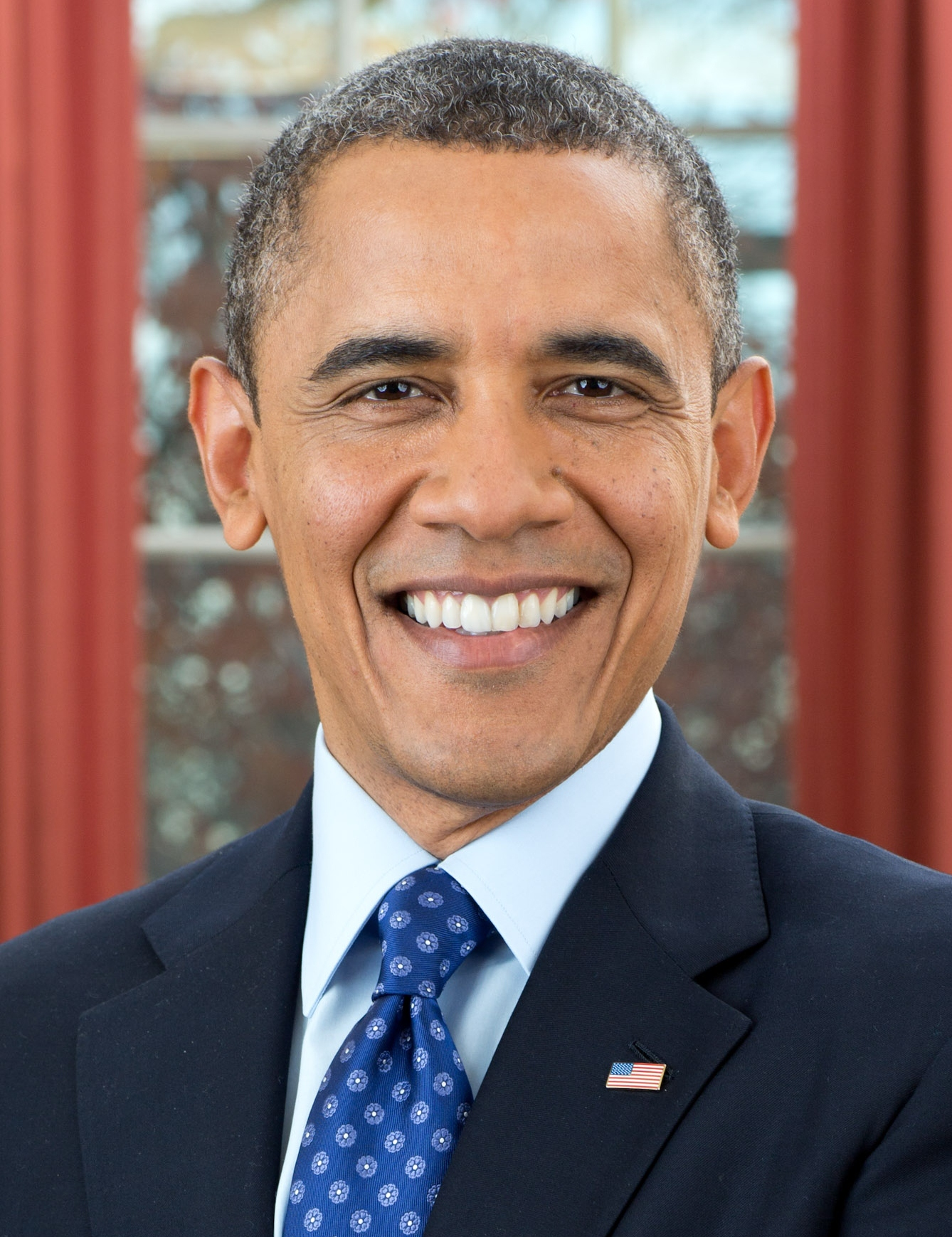
USA Barack Obama, Presidente
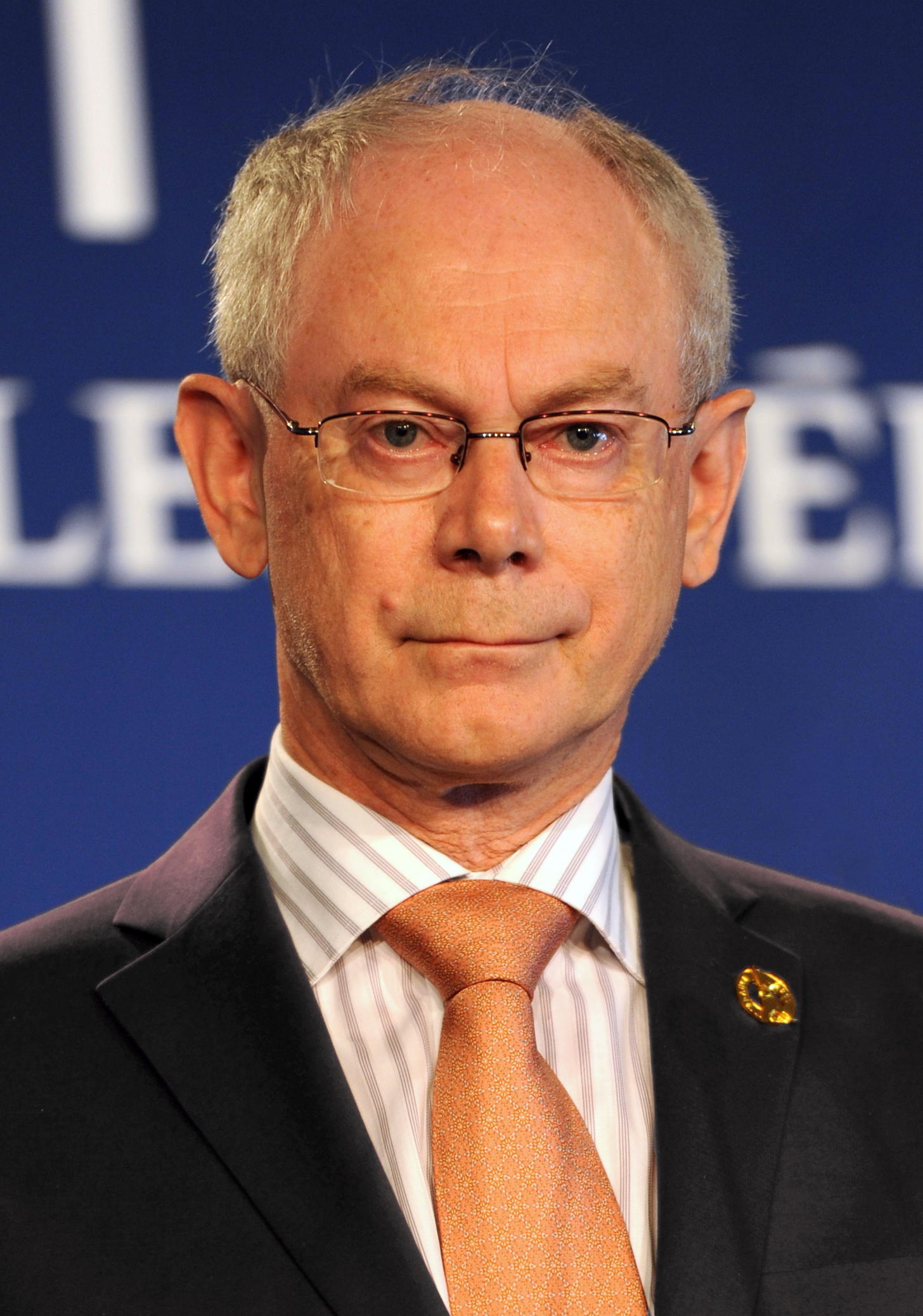
' Herman Van Rompuy, Presidente del Consiglio europeo
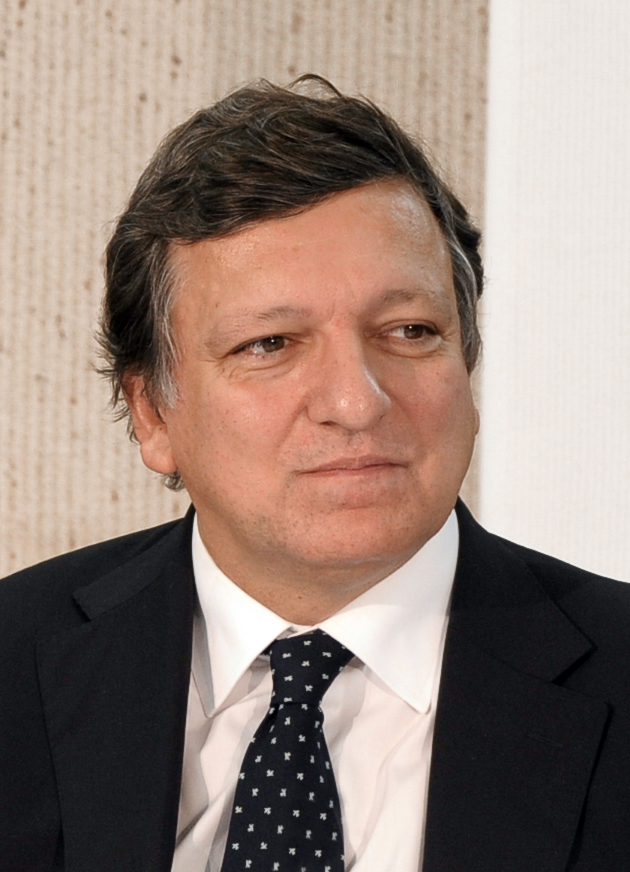
' José Manuel Barroso, Presidente della Commissione

- Regno Unito
David Cameron, 
Primo ministro
- Canada
Stephen Harper, 
Primo ministro
- Francia
François Hollande, Presidente
- Germania
Angela Merkel, Cancelliera
- Giappone
Shinzō Abe, 
Primo ministro
- Italia
Enrico Letta, 
Presidente del Consiglio
- Russia
Vladimir Putin, 
Presidente
- Stati Uniti
Barack Obama, Presidente
- Unione europea
Herman Van Rompuy, Presidente del Consiglio europeo
- Unione europea
José Manuel Barroso, Presidente della Commissione

## Leader invitato

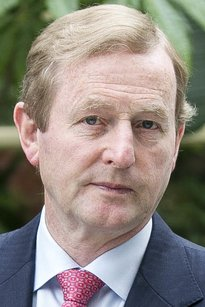
Unione europea Irlanda Enda Kenny, Taoiseach e detentore della Presidenza di turno del Consiglio dell'Unione europea

## Agenda
Ufficialmente i temi del summit erano l'evasione fiscale e la trasparenza. Tuttavia la Guerra civile siriana ha dominato l'agenda. Una dichiarazione firmata dagli otto Stati contiene un piano per la Siria comprendente più aiuti umanitari, la massimizzazione della pressione diplomatica, il supporto a un Governo di transizione, la lotta al terrorismo, la condanna dell'uso di armi chimiche. I leader sollecitarono un'inchiesta dell'ONU sull'utilizzo di armi chimiche, minacciando sanzioni per gli Stati utilizzatori.
Furono raggiunti accordi anche sull'evasione fiscale internazionale e sulla condivisione dei dati. Gli Stati accettarono di rendere più severe le regole sulla tassazione che a volte consentivano alle compagnie di spostare i ricavi da uno Stato all'altro per eludere il fisco.